# Florin Prunea
Florin Prunea (ur. 8 sierpnia 1968 w Bukareszcie) – rumuński piłkarz, występujący na pozycji bramkarza. Jest wychowankiem Dinama Bukareszt, z którym w maju 1986 roku po raz pierwszy zagrał w Divizii A. Przegrał rywalizację o miejsce w wyjściowym składzie ze starszym o rok Bogdanem Steleą i w 1988 roku odszedł do Universitatei Cluj, a w 1990 na jeden sezon przeniósł się do Universitatei Craiova, z którą w tym czasie zdobył mistrzostwo i Puchar kraju. W 1992 roku po wyjeździe Stelei do Hiszpanii, powrócił do Dinama i występował w nim przez sześć kolejnych lat. Po rundzie jesiennej sezonu 1997–1998 odszedł do Universitatei Cluj. W kolejnych latach zmieniał kluby średnio co pół roku, jedynie w Dinamie Bukareszt, w którym ponownie pojawił się w 2000 roku, grał przez dwa sezony. W ostatnim z nich zdobył pierwsze w barwach Dinama mistrzostwo Rumunii. Ostatnio był rezerwowym w greckiej Skodzie Ksanti i Naționalu Bukareszt. Piłkarską karierę zakończył w czerwcu 2006 roku.
W reprezentacji Rumunii rozegrał 40 meczów. Początkowo był zmiennikiem Silviu Lunga. Po mundialu 1990 został pierwszym bramkarzem i grał w eliminacjach do Euro 1992 i mundialu 1994. Później przez wiele lat musiał rywalizować o miejsce w składzie z Bogdanem Steleą. Na mundialu 1994, na którym Rumunii doszli do ćwierćfinału, w pierwszych dwu meczach grał Stelea, ale później został zastąpiony przez Pruneę. Podobnie było dwa lata później na Euro 1996. Po tym turnieju, głównie dzięki udanym występom w UD Salamanca, w pierwszej jedenastce grał już Stelea. Na mundial 1998 i Euro 2000 Prunea pojechał jako rezerwowy. Ostatni mecz w reprezentacji rozegrał w 2001 roku.

## Sukcesy piłkarskie
- mistrzostwo Rumunii 1991 oraz Puchar Rumunii 1991 z Universitateą Craiova
- mistrzostwo Rumunii 2002, wicemistrzostwo Rumunii 1987, 1988, 1993 i 2001 oraz Puchar Rumunii 2001 z Dinamem Bukareszt